# Saponaria makranica
Saponaria makranica är en nejlikväxtart som beskrevs av K.H. Rechinger. Saponaria makranica ingår i släktet såpnejlikor, och familjen nejlikväxter. Inga underarter finns listade i Catalogue of Life.